# Svensk Rättstafnings-Lära
Svensk Rättstafnings-Lära är en kort bok på 41 sidor (första utgåvan) skriven av Carl Jonas Love Almqvist. Almqvist var rektor vid Nya Elementarskolan i Stockholm när han 1829 publicerade den första upplagan anonymt. Boken gick därefter ut i en stor mängd upplagor.